# Panhard & Levassor Type X45
Der Panhard & Levassor Type X45 ist ein Pkw- und Nutzfahrzeugmodell der Zwischenkriegszeit. Hersteller war Panhard & Levassor in Frankreich.

## Beschreibung
Die Fahrzeuge haben einen ventillosen Schiebermotor nach einer Lizenz von Charles Yale Knight. Im Motorcode „SK4D“ steht das „K“ für Knight und die „4“ für die Anzahl der Zylinder.
Der Vierzylinder-Reihenmotor hat 75 mm Bohrung, 130 mm Hub und 2297 cm³ Hubraum. Er wurde auch 12 CV genannt. Besonderheit ist eine „Flector“ genannte Art der Kraftübertragung des Frontmotors zur Hinterachse, bei der elastische Gummielemente die üblichen Gelenke einer Kardanwelle ersetzen. Der Motor leistet 30 PS.
Der Radstand beträgt zwischen 317 cm und 327 cm.
Für die Jahre 1924, 1925, 1926, 1927 und 1928 sind 317 cm angegeben und für das Folgejahr 327 cm.
Bekannt sind die Pkw-Karosseriebauformen Torpedo, Limousine, Landaulet und Coupé.
Die Pkw-Produktion lief von 1924 bis August 1930. In den einzelnen Kalenderjahren wurden 754, 614, 729, 348, 183, 78 und 19 Pkw hergestellt. In Summe sind das 2725 Fahrzeuge, von denen 461 exportiert wurden. Allerdings beinhaltet die Zahl für 1924 auch Modelle des ähnlichen Vorgängers Type X43, da die Statistik sie nicht trennt.
2018 wurde ein erhaltenes Fahrzeug für 17.400 Euro versteigert.
Der Type X63 wurde Nachfolger.

## Nutzfahrzeuge
Außerdem gab es von 1924 bis 1926 sowie 1930 ein paar Nutzfahrzeuge. Für die ersten drei Jahre sind Krankenkraftwagen überliefert. Im ersten Jahr entstanden davon 20 Stück. 1925 und 1926 war es jeweils eins und 1930 noch vier weitere.